# Иуфни
Иуфни, Юфни — египетский фараон в начале XIII династии, правивший во Второй переходный период. По мнению египтологов Кима Рихолта и Даррела Бейкера он был седьмым царём династии, в то время как Юрген фон Бекерат и Детлеф Франке считают его шестым. Иуфни непродолжительно правил из Мемфиса в 1741 или 1788 году до н. э..

Согласно Туринскому папирусу фараону Сехетепибра наследовал царь по имени Иуфни. Имя Иуфни по форме не царское, оно похоже на личное, отсюда можно сделать вывод, что, вероятнее всего, он был узурпатором, захватившим престол. И не исключено, что при этом он убил Сехетепибра II. Возможно (хотя это всего лишь предположение), что ему принадлежало тронное имя Сехемесанхтауира, «Бог солнца, оживляющий Обе Земли», вырезанное на фрагменте стелы, обнаруженной в Гебелейне, южнее Фив. Об этом правителе ничего не известно, хотя именем Иуфни назван один из царевичей. Достоверных памятников от правления Юфни не сохранилось.

## Свидетельства
Иуфни известен только по Туринскому папирусу, царскому списку, составленному около 500 лет после правления Иуфни, в начале XIX династии. Согласно последней реконструкции Туринского списка Рихолтом, его имя записано в 7 столбце, 9 строке этого документа (это соответствует 6 столбцу, 9 строке в чтении канона Алана Гардинера и фон Бекерата).

## Семья
Рихолт отмечает, что два предшественника Иуфни — Амени Кемау и Хотепибре Кемау Сихарнеджхеритеф, а также его преемник Сеанхибре Амени Антеф Аменемхет VI имеют имена, связанные с их отцами. С тех пор подобные имена использовались у фараонов только тогда, когда их отцы также были фараонами. Также Рихолт утверждает, что Иуфни принадлежал к семье, включавшей также Аменемхета V, Амени Кемау, Хотепибре и Аменемхета VI. Ввиду кратковременности правления Иуфни, Рихолт предполагает, что он, возможно, был братом Хотепибре или внуком Аменемхета V.
| G39 | N5 |

| G39 | N5 |

| Ca1 | M17 | Z7 | I9 | n&A1 | Ca2 |

| Ca1 | M17 | Z7 | I9 | n&A1 | Ca2 |

| XIII династия                  |                                                         |                        |
| Предшественник: Сехетепибра II | Фараон Египта XVIII век до н. э. (правил очень недолго) | Преемник: Аменемхет VI |